# アトミックのおぼん
『アトミックのおぼん』は、杉浦幸雄による日本の漫画作品および、作中の女主人公の名前（二つ名）。
同漫画を原作とした映像作品（1961年に公開された映画、1964年に制作・放映されたテレビドラマ）についてもこの項目で記述する。

## 概要
悪人から金を巻き上げ、困っている人たちに与えるのを裏稼業としている、女スリにして合気道の達人・おぼんを主人公にした、一話完結型のお色気ギャグ漫画。
1947年（昭和22年）、『ホープ』（実業之日本社）10月号で連載を開始し、その後掲載誌を『面白倶楽部』（講談社）、『漫画読本』（文藝春秋社）、『漫画サンデー』（実業之日本社）と変え、1963年（昭和38年）に終了した。多くの掲載媒体で、1話あたり全2ページ・17～18コマのフォーマットで執筆された。
おぼんのモデルは、復員後の杉浦が焼け跡の銀座で見た「踊りの師匠ふうの」見知らぬ女性で、「復員服なんかが目立つモノトーンの調の人込みの中に、えもいわれぬ着物姿」「まさに『掃き溜めの鶴』って感じ」の姿に強い印象を覚え、粋な和装の女性を主人公にした活劇を着想したという。そこで当時横行していた闇成金の金を奪って、戦争未亡人や戦災孤児たちに施す「女ねずみ小僧」のようなプロットを設定し、ロマンス的な要素を盛り込むため、「気質はカルメン」と設定した。
名の由来は「Atomic bomb」から。当時杉浦が取材のために仕入れていたアメリカの雑誌に盛んに出ていた言葉で「パワフルな感じがした」という素朴な理由でつけ、あとで現実をかえりみ、やや後悔したが、「クレームといったものは、まったくございませんでした」としている。
作者自身が「私自身のいい加減な性格も手伝ってか、途中から登場人物やストーリーに脈略がなくなってしまいました」と語るように、義賊譚的な基本設定は次第に失われ、おぼんは義賊として名の通った公然の存在となり、おでん屋を開き、結婚し、さらに仕事がスリから忍び入りへと変わり、忍び入った先に不条理な状況や人物が待ち受けて困惑する、といったドタバタ型のギャグがメインとなった。
おぼんは杉浦の晩年の自伝的作品『面影の女（おもかげのひと）』にもしばしば登場（スピンイン）している。

### ビブリオグラフィ
- アトミックのおぼん（コダマプレス 1966年）
- 現代漫画 第2期 1 杉浦幸雄集（鶴見俊輔・佐藤忠男・北杜夫編 筑摩書房 1971年）
- アトミックのおぼん（小学館文庫 1977年）

## 映画

### 漫画横丁 アトミックのおぼん スリますわヨの巻
『漫画横丁 アトミックのおぼん スリますわヨの巻』（まんがよこちょう アトミックのおぼん スリますわヨのまき）は、1961年（昭和36年）製作、同年4月16日公開の日本の映画である。『漫画横丁 アトミックのおぼん』シリーズの第1作。製作：東京映画、配給：東宝。映像フォーマットはモノクローム・画面アスペクト比2.35:1（東宝スコープ）、音声フォーマットはモノラル。
おぼんを演じたのは、当時21歳であった水谷良重（のちの2代目水谷八重子）。本作の劇場公開初日に、ちょうど22歳の誕生日を迎えた。
同時上映は岡本喜八作品『顔役暁に死す』（主演：加山雄三）。

#### スタッフ（映画第1作）
- 製作：山崎喜暉、金原文雄
- 企画：宮内義治
- 監督：佐伯幸三
- 脚本：柳沢類寿
- 原作：杉浦幸雄
- 撮影：黒田徳三
- 音楽：いずみたく
- 美術：小島基司
- 録音：西尾昇
- 照明：榊原庸介
- 製作：東京映画

#### キャスト（映画第1作）
- 水谷良重 - アトミックのおぼん
- 中島そのみ - インスタントのおちか
- 春川ますみ - デラックスのお富
- 水町千代子 - ズージャのおはね
- 横山道代 - シイチョウのお芳
- 渥美清 - マッハのズラ公
- 稲吉靖 - スタミナの鉄
- 山田吾一 - 学割の半太
- 月野道代 - カムカム軒のおたま
- 中谷一郎 - 正木章太郎
- 有島一郎 - 伊達野
- 木田三千雄 - イケダ亭の祖父
- 田村まゆみ - 町子
- 藤山竜一 - 横車押三
- 中村是好 - 鬼ケ島親分
- 平凡太郎 - 乾分青田
- 水島真也 - 乾分赤沢
- 関千恵子 - マダムおつや
- 阿部博 - 殺し屋
- 守田比呂也 - 殺し屋
- 青木君雄 - 殺し屋
- 木元章介 - ダテノモータース事務員
- 小山勝正 - 警官
- 林家珍平 - 警官

#### ストーリー（映画第1作）
東京・神田を本拠地とする任侠「アトミック組」の女親分・おぼん姐さん（水谷良重）は、スリの神様・仕立屋銀次の末裔である。現在は、スリをすっかり辞め、おでん屋「おぼん」を営む堅気の稼業である。一方、「ヌーベル組」は辞める気配などなく、おぼんの懐までスろうとする。
おぼんは、それでもスッてしまう子分をたしなめ、スッた財布のなかの名刺を頼りに品物を返しに行く。その途中で「ヌーベル組」の学割の半太（山田吾一）がスリをするのを目撃、捕まえて品物を没収、スられた男は、偶然にも、おぼんの子分がスッた名刺の持ち主ダテノモータース社長・伊達野（有島一郎）の甥で、正木章太郎（中谷一郎）であった。ともかく半太から没収した財布を章太郎に返すと、それは章太郎のものでなかった。しかも中には10万円の大金が入っていたのだ。
伊達野に財布を返そうとするが、伊達野の財布はちゃんとあるのだった。伊達野のものと思っていた財布の中には、電話番号が大量に書かれたメモがあった。そこに書かれた番号に伊達野が電話をかけてみると、バー「おつや」のマダム（関千恵子）が電話に出た。マダムの取った電話がある部屋は、「鬼ケ島組」の鬼ケ島親分（中村是好）の秘密の部屋であった。そこでは鬼ケ島親分と闇貿易の横車押三（藤山竜一）が麻薬取引をしていたのだ。
鬼ケ島親分は、マダムに伊達野を呼び出させ、その部屋に軟禁してしまう。章太郎が先の電話番号に電話をすると、伊達野が電話に出た。鬼ケ島親分は、さらにアトミック組に警察に通報されないように、麻薬組織に囲い込むことを画策する。鬼ケ島親分の提案におぼんは快諾、めでたく宴会となった。そこへ章太郎が現れるが章太郎もそこに捕まってしまう。
大宴会の間隙を縫って、おぼんは子分たちに鬼ケ島組一味の拳銃から銃弾を抜き去らせる。「快諾」はもちろん芝居だったのだ。子分は外で花火を弾かせ、鬼ケ島組一味は警察の手入れと勘違いして大混乱、その隙におぼんは、伊達野と章太郎を連れ出し、見事に逃げ出した。子分たちが抜き出した銃弾は、秘密の部屋で暴発した。